# Чакоански голорепи оклопник
Cabassous chacoensis је сисар из реда Cingulata. 

## Угроженост
Ова врста је на нижем степену опасности од изумирања, и сматра се скоро угроженим таксоном.

## Распрострањење
Ареал врсте је ограничен на мањи број држава. Врста има станиште у Аргентини и Парагвају. Присуство у Бразилу је непотврђено.

## Станиште
Станиште врсте су шуме. 